# ベーダッド・エスファーボッド
セイエド・ベーダッド・エスファーボッド・ミル＝ホセイン＝ザーデ・サラビ（ペルシア語: سید بهداد اسفهبد میر حسین‌زاده سرابی、1982年9月27日 - ） は、イラン系カナダ人のソフトウェアエンジニアおよび自由ソフトウェア開発者である。最もよく知られている業績は、HarfBuzzの開発である。2019年2月から2020年7月1日までFacebookのソフトウェアエンジニアを務め、それ以前は2010年からGoogleのシニアスタッフソフトウェアエンジニア、その前はレッドハットに在籍していた。

## 学歴
エスファーボッドは、トロント大学のロットマン経営大学院にてMBAを、同大学にて計算機科学の理学修士号（MSc）を、またシャリーフ工科大学にて計算機工学（ソフトウェア）の学士号（BSc）を取得している。
高校在学中、エスファーボッドは1999年の国際情報オリンピックで銀メダルを受賞し、翌2000年には金メダルを受賞した。

## 著名なプロジェクト
エスファーボッドは、オープンソースおよびペルシア語に関連する国際化および標準化プロジェクトを実施したSharif FarsiWeb Inc.の創設者の一人である。彼は2007年から2010年までGNOME Foundationの理事を務め、2008年から2009年には代表も務めた。
エスファーボッドはフォントエンジニアリングおよび国際化の専門家であり、ワークショップやカンファレンスの常連講演者である。彼は多くのオープンソースプロジェクトに貢献してきた。彼が主導したプロジェクトには、Cairo、fontconfig、HarfBuzz、Pangoといったライブラリがあり、これらはGNOMEデスクトップ環境、Google Chromeウェブブラウザ、LibreOfficeスイートの構成要素となっている。彼はHarfBuzzに対する貢献により2013年にO'Reilly Open Source Conventionを受賞した。

## イランでの拘束
エスファーボッドは2020年にテヘランを訪問中、イスラム革命防衛隊の情報機関によって逮捕された。その後、彼はエヴィーン刑務所に移送され、7日間にわたり独房で心理的圧力と尋問を受けた。彼のデバイスからはすべての私的データがダウンロードされた。イランの治安当局は、アメリカに戻った後に友人たちをスパイするという約束に基づき、彼を解放した。

## 私生活
兄と姉がいる。パンセクシュアルである。